# Niania

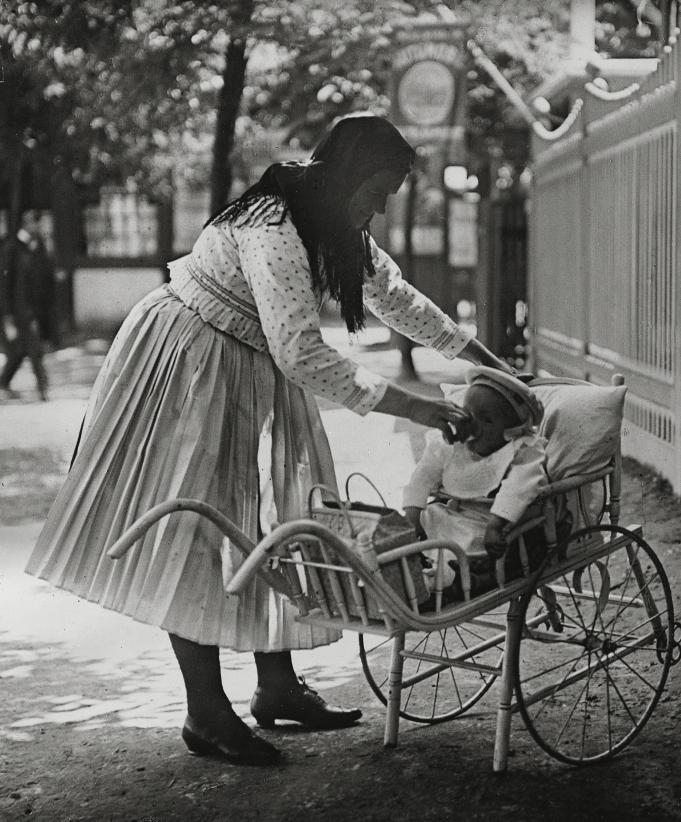
Niania podczas opieki nad dzieckiem (początek XX w.)

Niania (także: opiekun/opiekunka dziecka, niańka) – zazwyczaj kobieta zawodowo trudniąca się opieką oraz wychowywaniem cudzych dzieci. Przeważnie zajmuje się dziećmi należącymi do jednej rodziny i pobiera za te czynności wynagrodzenie.
Dawniej niania była jedną ze służących w domu należącym do zamożnych pracodawców, zamieszkując tam na stałe. Współcześnie w zależności od sytuacji nianie mogą zamieszkiwać u pracodawców lub tylko do nich dojeżdżać na czas pracy. Zdarza się również, że dzieci dowożone są do domu niani, gdzie sprawuje ona nad nimi opiekę (podobnie jak w żłobku lub przedszkolu). W takim przypadku niania może sprawować opiekę jednocześnie na kilkorgiem dzieci należących do różnych pracodawców.
Zawód niani regulowany jest w polskim prawie na mocy ustawy o opiece nad dziećmi do lat 3.